# Eden Lake
Eden Lake è un film del 2008 diretto da James Watkins.

## Trama
Steve e Jenny, una coppia di città, decidono di trascorrere un weekend in un posto paradisiaco, un tranquillo lago circondato da boschi. Il loro tranquillo weekend va in frantumi quando incontrano un gruppo di giovanissimi bulli nei paraggi che, godendo nel provocare gli adulti, prima insulta la coppia e poi ruba loro la macchina. La situazione precipita quando Steve decide di affrontarli.
Il gruppo di piccoli malviventi si rivela poi essere molto più aggressivo e crudele di quello che sembra, soprattutto dopo la morte del loro cane Bonnie, causata da Steve. La coppia prova a fuggire, ma dopo un incidente con l'auto, Steve ordina a Jenny di allontanarsi e di chiamare aiuto. L'uomo viene poi catturato e torturato dai ragazzi: Brett, il più violento del gruppo, costringe anche i reticenti amici a martoriare la vittima con un coltello, riprendendoli con il telefono di Paige, l'unica ragazza della gang, per poterli in futuro minacciare. Successivamente cercano di catturare Jenny, traditasi grazie al suo tentativo di avvertire la polizia con il bluetooth. Questa però riesce in un primo momento a seminarli e soccorrere il fidanzato, il quale si scoprirà essere in procinto di chiederle di sposarlo. Jenny si separa di nuovo da Steve per andare a cercare aiuto e incappa in un ragazzino, Adam, che aveva visto qualche giorno prima mentre veniva dileggiato e preso a calci dai ragazzi del gruppo. Questi le dice di volerla portare in salvo, quando in realtà la fa cadere in una trappola. I due vengono legati a un albero da Brett e i suoi amici e vengono dati alle fiamme. Mentre Steve, tramortito, brucia nel fuoco, Jenny riesce a scappare. Brett urla a Jenny che ucciderà Adam se non tornerà indietro, ma lei continua a fuggire e Adam trova così la morte bruciando anche lui.
Jenny intende arrivare alla città per chiamare aiuto e fuggire dalle grinfie dei ragazzi, ma, lungo il cammino, colta alla sprovvista, uccide il più timido del gruppo, Cooper. Quando uno dei ragazzi trova il corpo trafitto di Cooper, Brett capisce che i suoi amici provano dei sensi di colpa per quello che hanno fatto, quindi uccide uno di loro per la sua insubordinazione. Jenny, raggiunta la strada, riceve aiuto da un ragazzo che sta passando per la zona, ma quando scopre che è il fratello di Ricky, gli ruba l'auto e si dirige in città, uccidendo nella sua corsa in macchina Paige che si trovava casualmente sul suo cammino. In seguito ad un nuovo incidente, riceve aiuto da un gruppo di adulti, che si scoprono alla fine essere i genitori dei suoi aggressori che non si rivelano tanto diversi dai loro figli. I genitori, dopo aver scoperto quello che è successo, piangono per la morte dei figli e il padre di Brett ordina ai suoi amici di portare la donna "sotto la doccia", non prima di aver dato un pugno al figlio. Infine Brett, mentre si guarda allo specchio, ascolta le ultime urla disperate di Jenny, quindi cancella tutti i video dei maltrattamenti e dell'uccisione di Steve dal cellulare.

## Accoglienza
Sull'aggregatore Rotten Tomatoes il film riceve il 80% delle recensioni professionali positive con un voto medio di 6,4 su 10 basato su 28 critiche.

## Eredità
Nel 2013 è stato distribuito un remake in lingua tamil di Eden Lake, intitolato Mathil Mel Poonai.